# ТОЗ-78
ТОЗ-78 — советский малокалиберный магазинный охотничий карабин, предназначенный для промысловой охоты на мелкую дичь.

## История
О разработке карабина ТОЗ-78 было впервые упомянуто в 1984 году, в апреле 1987 года он был предложен к продаже охотникам СССР. В октябре 1987 года карабин был представлен на ВДНХ СССР (предполагалось, что ТОЗ-78 заменит в производстве модели ТОЗ-16-01, ТОЗ-17-01 и ТОЗ-18-01).

## Описание
Затвор карабина продольно-скользящий поворотный с двумя размещенными последовательно друг за другом запирающими выступами, что позволяет использовать патроны увеличенной мощности (так как ТОЗ-78 был спроектирован под перспективный 5,6-мм патрон с максимальным давлением пороховых газов до 2000 кг/см³), легко разборный (что удобно при техническом обслуживании в процессе эксплуатации, чистке и смазке).
Ствол изготовлен методом холодной радиальной ковки.
ТОЗ-78 имеет указатель взведения курка: при взведенном курке ударник выдвигается назад за наклонный торец колпачка, при спущенном курке торец ударника совпадает с наклонным торцом колпачка затвора.
Спусковой механизм имеет возможность регулирования усилия спуска и хода спускового крючка. Регулировочные винты расположены перед спусковым крючком, передний винт регулирует усилие спуска, задний — ход спуска. 
Предохранитель от случайного выстрела в положении «предохранение» запирает спусковой крючок и фиксирует затвор в закрытом положении (исключая возможность случайного открытия затвора при длительном ношении карабина).
Магазины секторные однорядные — на 5 и 10 патронов.
Механические прицельные приспособления состоят из закрытой, регулируемой по вертикали и горизонтали мушки и открытого четырехпозиционного прицела с делениями на 25, 50, 75 и 100 м.
Кроме того, на карабины ТОЗ-78 устанавливается 2,5-кратный оптический прицел (ПО-1М или ПО-2,5х20) на кронштейне, конструкция которого позволяет перемещать его вдоль ствольной коробки и стрелять с открытым прицелом, не снимая оптического.
Ложа полупистолетной формы без выступа под щеку сделана из берёзы или бука и покрыта матовым лаком, затыльник приклада пластмассовый.
В ряде деталей применены высокопрочные лёгкие сплавы и композитные материалы. Так, колпачок затвора, предохранитель, защёлка магазина, а также корпус спускового механизма (выполненный как одно целое со спусковой скобой и обоймой) изготовлены из алюминиевого сплава. Корпус магазина, крышка и подаватель изготовлены из стеклонаполненного полиамида.
Гарантийный ресурс карабина составляет 15 000 выстрелов.

## Варианты и модификации
Карабин ТОЗ-78 выпускается в нескольких различных модификациях и вариантах исполнения.
- ТОЗ-78 — комплектуется оптическим прицелом и четырьмя магазинами секторного типа — двумя на 5 патронов и двумя на 10 патронов[3].
- ТОЗ-78-01 — не имеет оптического прицела и комплектуется двумя коробчатыми магазинами: одним на 5, и одним — на 10 патронов[3].
- ТОЗ-78-04 — экспортный вариант с резьбой на дульной части ствола.
- ТОЗ-78-05 — вариант с утяжелённым стволом и оптическим прицелом, без механических прицельных приспособлений
- ТОЗ-78-06 — экспортный вариант ТОЗ-78-05, с утяжелённым стволом и оптическим прицелом, без механических прицельных приспособлений, с резьбой на дульной части ствола.

## Страны-эксплуатанты
- Россия и  СССР — использовалось в качестве охотничьего оружия[3]; модификация ТОЗ-78-1 (под патрон кольцевого воспламенения калибра 5,6 мм) законодательно закреплена в Российской Федерации как гражданское охотничье оружие[6]
- США — импорт в США был разрешен с 9 февраля 1996 года[7]